# 吉林教育出版社
吉林教育出版社，成立于1984年9月，是一家位于吉林长春市同志路的专业性地方出版社，隶属于吉林出版集团。

## 概述
出版各级各类学校和业余教育的教材，有关教育、教学的参考书、专门著作，以及学生课外读物，辞书、工具书等。年均出书300余种、印行5千余万册。《汉日词典》、《儿童发展心理学》等20余种图书在中国和省内获奖。近期编辑出版的“中国少数民族文库”、“日本学者中国文学研究译丛”、《教学论》、《日汉双解熟语辞典》、《布哈林传》等论著。